# شباح السفرة
الشباح السفرة هو من الأطباق المشهورة في قسنطينة، حلو المذاق، يُحضر من لحم الخروف واللوز المطحون الناعم، ويُقدم عادة في شهر رمضان وفي حفلات الزفاف.

## أصل الكلمة
شبّاح تعني تجميل والسفرة في اللغة العربية تعني طاولة، حيث يزين هذا الطبق المزخرف موائد قسطنطينين حفلات الزفاف وفي شهر رمضان.

## طريقة التحضير
تُطهى الشباح السفرة بلحم الخروف في صلصة حلوة تحتوي على البصل، والسمن، والسكر، وتُنكّه بالقرفة، والزعفران، وماء الزهر أو ماء الورد. تُقدم عادةً مع فطائر محشوة بمعجون اللوز، تُقلى مسبقًا قبل إضافتها إلى الصلصة.